# Negative Temperatur
Bestimmte physikalische Systeme können einen thermodynamischen Zustand erreichen, der in der Thermodynamik und in der Statistischen Physik durch eine negative Temperatur auf der Kelvin-Skala beschrieben werden kann. Dieser Zustand ist dadurch charakterisiert, dass die einzelnen Teilchen des Systems mehrheitlich in Einteilchenzuständen der höchsten Energien sind. Dies ist nur in Systemen möglich, in denen die Energie eines einzelnen Teilchens nach oben beschränkt ist. Zustände mit negativen Temperaturen haben allerdings nicht weniger Energie als der Zustand am absoluten Nullpunkt der Temperaturskala, sondern im Gegenteil mehr Energie als jeder Zustand mit positiver Temperatur. Systeme mit negativer Temperatur sind nicht kälter als der absolute Nullpunkt, sondern wärmer als jede positive Temperatur.
Zustände mit negativer Temperatur sind unüblich und werden in Lehrbüchern üblicherweise ignoriert. Die Beschränkung der Energie schließt beispielsweise klassische Gase und Flüssigkeiten aus, da die kinetische Energie der Teilchen in diesen nicht nach oben beschränkt ist. In Kontakt mit einem Wärmebad nicht-negativer Temperatur gibt das System mit negativer Temperatur seine zusätzliche Energie an das Wärmebad ab, bis es ebenfalls eine positive Temperatur erreicht. Da alle in der Natur vorkommenden Umgebungen positive Temperatur haben, sind Systeme mit negativer Temperatur in Kontakt mit der Umgebung instabil.

## Experimentelle Realisierung
Das bekannteste Beispiel für Systeme, in denen die Einzelteile des Systems mehrheitlich in den hohen Energiezuständen sind, ist die Besetzungsinversion im aktiven Medium eines Lasers. Dieser Zustand kann allerdings nur durch kontinuierliche Energiezufuhr aufrechterhalten werden, da der Laser andernfalls seine Energie bis zum thermischen Gleichgewicht mit seiner Umgebung abstrahlt. In der gängigen Interpretation ist die Besetzungsinversion des Lasers kein thermischer Gleichgewichtszustand und daher kein Zustand, dem eine Temperatur zugeordnet werden kann.
Inzwischen ist es gelungen, Gase mit negativer Temperatur unter Laborbedingungen herzustellen. Um eine Inversion der Boltzmann-Verteilung zu erreichen, erhielten die Atome eines spezifischen Gases eine obere Grenze für ihre Energie.

## Theoretische Beschreibung

### Thermodynamik
In der Thermodynamik ist die Temperatur {\displaystyle T} über den Zusammenhang
{\displaystyle {\frac {1}{T}}=\left({\frac {\partial S}{\partial U}}\right)_{\mathbf {X} }}
definiert, wobei S die Entropie und U die innere Energie des Systems ist, X repräsentiert mögliche weitere andere thermodynamische Potentiale, von denen S noch anhängen kann. Wenn in einem Mehrteilchensystem die Einteilchenenergien nicht nach oben beschränkt sind, dann steigt die Anzahl der möglichen Mikrozustände (und damit die Entropie) mit der inneren Energie. Die Temperatur ist dann positiv. Wenn die Einteilchenenergien nach oben beschränkt sind, dann kann die Entropie sinken, wenn die innere Energie sich der Maximalenergie nähert. Die Ableitung der Entropie nach der inneren Energie, und damit die Temperatur, wird dann negativ.
Systeme mit negativer Temperatur geben bei thermischem Kontakt mit Systemen positiver Temperatur Energie an diese ab. Dies folgt aus der Forderung, dass thermodynamische Prozesse nicht die Gesamtentropie verringern dürfen. Wenn ein System 1 eine Energiemenge {\displaystyle \Delta E} mit einem System 2 austauscht, so gilt für die Gesamtentropie
{\displaystyle dS=\left[\left({\frac {\partial S_{2}}{\partial U_{2}}}\right)_{\mathbf {X} }-\left({\frac {\partial S_{1}}{\partial U_{1}}}\right)_{\mathbf {X} }\right]\Delta E=\left[{\frac {1}{T_{2}}}-{\frac {1}{T_{1}}}\right]\Delta E\geq 0},
wobei {\displaystyle \Delta E} so gewählt ist, dass ein positives Vorzeichen einer Energieabgabe von System 1 and System 2 entspricht. Wenn System 1 eine negative Temperatur und System 2 eine positive Temperatur hat, dann kann diese Ungleichung nur dann erfüllt werden, wenn die Energie von 1 an 2 abgegeben wird. Das System mit negativer Temperatur ist daher wärmer als das System mit positiver Temperatur.

### Statistische Physik
In der Theorie der Statistischen Physik wird an Stelle der Temperatur {\displaystyle T} die inverse Temperatur {\displaystyle \beta ={\frac {1}{k_{\rm {B}}T}}} zur Beschreibung von Systemzuständen verwendet. Der absolute Nullpunkt stellt dann den Grenzwert dar, wenn {\displaystyle \beta } beliebig große Werte annimmt. Der Zustand {\displaystyle T=0} ist daher in der Statistischen Physik schon im Ansatz nicht möglich, kann aber wie in realen System beliebig angenähert werden. Dafür erlaubt die Statistische Physik jedoch eine „unendliche“ Temperatur mit {\displaystyle \beta =0} und negative Temperaturen mit {\displaystyle \beta <0}. Diese negativen Temperaturen sind allerdings nicht als Temperaturen unterhalb des absoluten Nullpunkts zu verstehen, sondern als Temperaturen oberhalb „unendlicher“ Temperatur. Der unintuitive Effekt, dass negative Temperaturen „wärmer“ als jede positive Temperatur sind, liegt im Verhalten der inversen Funktion, die bei Null undefiniert ist und ihr Vorzeichen wechselt. Verwendet man den Parameter {\displaystyle \beta } anstatt T, so verschwindet dieser Effekt.
Der Boltzmann-Faktor {\displaystyle \exp \left[-\beta E\right]} gibt die relative Wahrscheinlichkeit für Zustände verschiedener Energie an. Wenn {\displaystyle \beta <0}, dann sind Zustände mit höherer Energie wahrscheinlicher als Zustände mit geringerer Energie. Wenn in einem Vielteilchensystem die Energie der Einteilchenzustände nach oben begrenzt ist, dann können die Zustände weiter anhand des Boltzmann-Faktors verteilt sein. In diesem Fall, in dem Zustände mit höherer Energie wahrscheinlicher sind als Zustände geringerer Energie, spricht man von einer Besetzungsinversion. Wenn die Energie der Einteilchenzustände nicht nach oben begrenzt ist, dann existierten für {\displaystyle \beta <0} unendlich viele Zustände mit zunehmender Energie, die zunehmend wahrscheinlicher wären als die Zustände mit geringerer Energie. Vielteilchensysteme ohne obere Energieschranke für die einzelnen Teilchen können daher keine negativen Temperaturen erreichen.